# Коцовський Володимир Миколайович
Володи́мир Микола́йович Коцо́вський (псевд. та крипт.: Корженко, Голка, К-о, В. К., Володимир К-ський та ін.) (10 вересня 1860, Отиневичі Бібрського повіту на Львівщині — 11 лютого 1921 Сокаль Львівської області) — український галицький літературознавець, філолог, письменник, перекладач, педагог. Діяч НТШ.

## Біографія
Народився 10 вересня 1860, в селі Отиневичі Бібрського повіту на Львівщині, тепер Жидачівського району Львівської області.
Закінчив 1883 року Львівський університет. Доктор філософії Чернівецького університету з 1895.

## Кар'єра
З 1889 учитель гімназій, з 1910 директор учительської семінарії в Сокалі на Львівщині.
З 1886 член Товариства ім. Шевченка, з 1899 його дійсний член. Співробітник газет і журналів Галичини «Діло», «Зоря», «Учитель», «Записки Наукового товариства імені Шевченка» та ін.
У поглядах та діяльності дотримувався народовської орієнтації.

## Наукова і творча діяльність
Досліджував життя і творчість членів «Руської трійці». Був зорієнтований на «народовство». Автор книжки «Історично-літературні замітки до „Слова о полку Ігоревім“» (Львів, 1893).
У співавторстві з Іларієм Огоновським уклав книжку «Методична граматика руської мови для IV класу шкіл 5 і 6 класових» (1894).
Автор рецензій на театральні вистави, друковані переважно в журналі «Зоря», статей на громадські, літературні теми.
Шевченкові присвятив статтю «Тарас Шевченко» («Буковинський календар на звичайний рік 1887», Чернівці, 1886). Його рецензія на книжку «Шевченко Т. Г. Перебендя. З переднім словом І.Франка. Львів, 1889», надрукована в журналі «Правда» (1889. — Т. 2. — № 5), дала підставу до полемічної відповіді Івана Франка «Відповідь критикові „Перебенді“» («Правда», — 1889. — Т. 3. — № 7).